# Rhypodes brachypterus
Rhypodes brachypterus är en insektsart som beskrevs av Alan C. Eyles 1990. Rhypodes brachypterus ingår i släktet Rhypodes och familjen fröskinnbaggar. Inga underarter finns listade i Catalogue of Life.